# Sint-Mariakathedraal (Edinburgh, rooms-katholiek)
De Sint-Mariakathedraal is een rooms-katholieke kathedraal in Edinburgh, Schotland, en de bisschopszetel van het aartsbisdom St Andrews en Edinburgh. De kathedraal wordt gezien als de moederkerk van het Schotse Rooms-katholicisme. In Edinburgh staat ook een Schots-episcopaalse kathedraal.

## Geschiedenis
Het gebouw begon als een kapel, die in 1814 geopend werd. In 1878 werd de kapel een prokathedraal van het aartsbisdom St Andrews en Edinburgh, om vervolgens in 1886 de kathedrale status te krijgen. Door de jaren heen werd de kathedraal meerde keren verbouwd en uitgebreid. De laatste grote verbouwing was in de jaren 70 van de 20e eeuw. 
In mei 1982 kreeg de kathedraal bezoek van paus Johannes Paulus II.